# Chiesa della Compagnia della Disciplina della Santa Croce
La chiesa della Compagnia della Disciplina della Santa Croce è una delle chiese monumentali di Napoli; è ubicata del centro storico della città.

## Storia
La struttura religiosa è sede di una delle più antiche e prestigiose istituzioni religiose nobiliari del capoluogo campano, l'Augustissima Compagnia della Disciplina della Santa Croce, fondata nel 1290. Essa ha sempre rappresentato uno snodo cruciale della storia del Regno di Napoli e dello Stato Pontificio.
Nel 1384 la chiesa della Compagnia subì un rifacimento voluto dal cardinale Rinaldo Brancaccio. Dopo un secolo, nel 1485, la chiesa venne chiusa al culto per ordine del re Ferrante I di Napoli, poiché molti nobili appartenenti alla Compagnia avevano preso parte alla Congiura dei Baroni. La Compagnia fu comunque ripristinata nel 1551 e l'edificio venne riaperto al culto.
Nella seconda metà del XVII secolo furono attivi, nei restauri barocchi, gli architetti Dionisio Lazzari e Arcangelo Guglielmelli; tuttavia l'opera venne rimaneggiata completamente nel XVIII secolo e ulteriori rifacimenti si protrassero fino al 1930, quando vennero rifatti il pavimento e il soffitto dell'oratorio.
In anni recenti la Compagnia ha provveduto a restaurare gli affreschi del giardino e l'oratorio. Il prezioso retablo quattrocentesco attribuito a Pietro Befulco nel 2021 è stato ricollocato dietro l'altare maggiore dopo un restauro che gli ha restituito l'antica bellezza. La chiesa è stata riaperta al pubblico nel 2023.

## Descrizione

### L'edificio
La facciata settecentesca presenta una semplice partizione ed è caratterizzata da lesene giganti di ordine ionico. Il portale centrale, in piperno, è caratterizzato da un timpano circolare con stemma, sormontato da un finestrone in stucco. Il prospetto è coronato mediante un timpano triangolare, ornato per mezzo di acroteri a forma di coppe e aperto, al centro, da un oculo ovale.

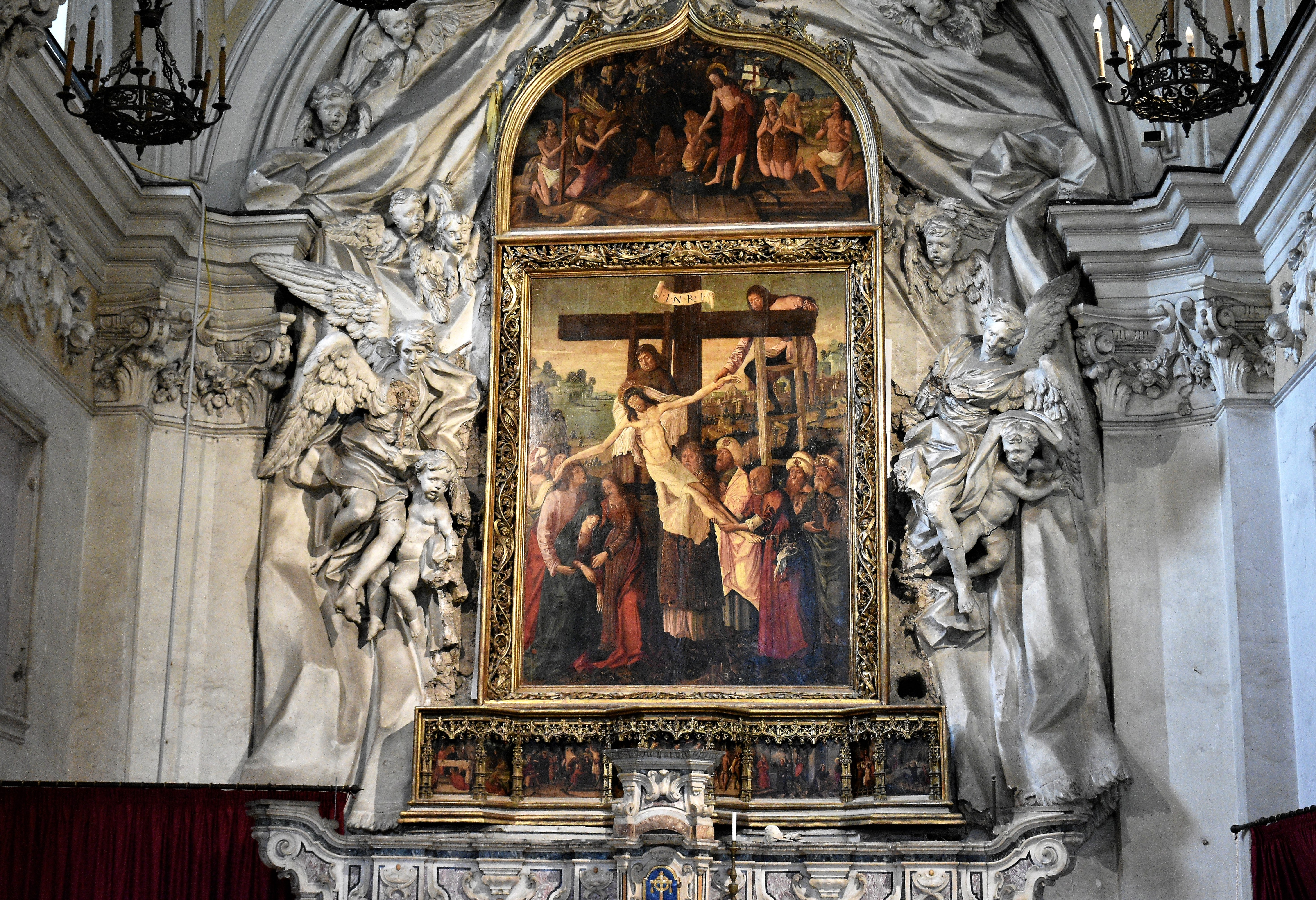
Il retablo quattrocentesco attribuita a Pietro Befulco con la Deposizione, la Resurrezione e altre scene della vita di Cristo nella predella

L'interno è caratterizzato dal bel pavimento maiolicato della prima metà del XVIII secolo, realizzato dal riggolaio Giuseppe Massa; al centro vi è una lastra sepolcrale risalente al 1367 di Bartolomeo del Sasso. La gran parte dei dipinti che ornava l'aula ecclesiale è scampata ai furti ed è attualmente custodita in altre sedi.
La macchina d'altare fu realizzata da scultori della bottega di Lorenzo Vaccaro; al centro era collocato un rarissimo retablo quattrocentesco, raffigurante La Deposizione di Cristo (restaurato nel 2020 e ritornatovi nel medesimo anno dal Museo Nazionale di San Martino).
Nell'oratorio spiccano gli stalli lignei del 1603, eseguiti da Nunzio Maresca; mentre lungo le pareti sono collocate diverse tele di Jacopo Cestaro e Girolamo Cenatiempo (ritornate nel loro sito originario dopo esser state occultate per decenni nei depositi della Sovrintendenza).

### Il giardino
Il complesso è composto da un chiostro, il quale, in origine, era abbellito da un giardino coltivato ad agrumeto, fattore alquanto frequente nei chiostri napoletani. Vi si trovavano affreschi di storie della vita di Gesù risalenti al XVIII secolo, mentre, oggi, è sopravvissuta soltanto una scena in cui sono raffigurati Cristo e la samaritana.